# Cerkiew Ścięcia Głowy św. Jana Chrzciciela w Rydze

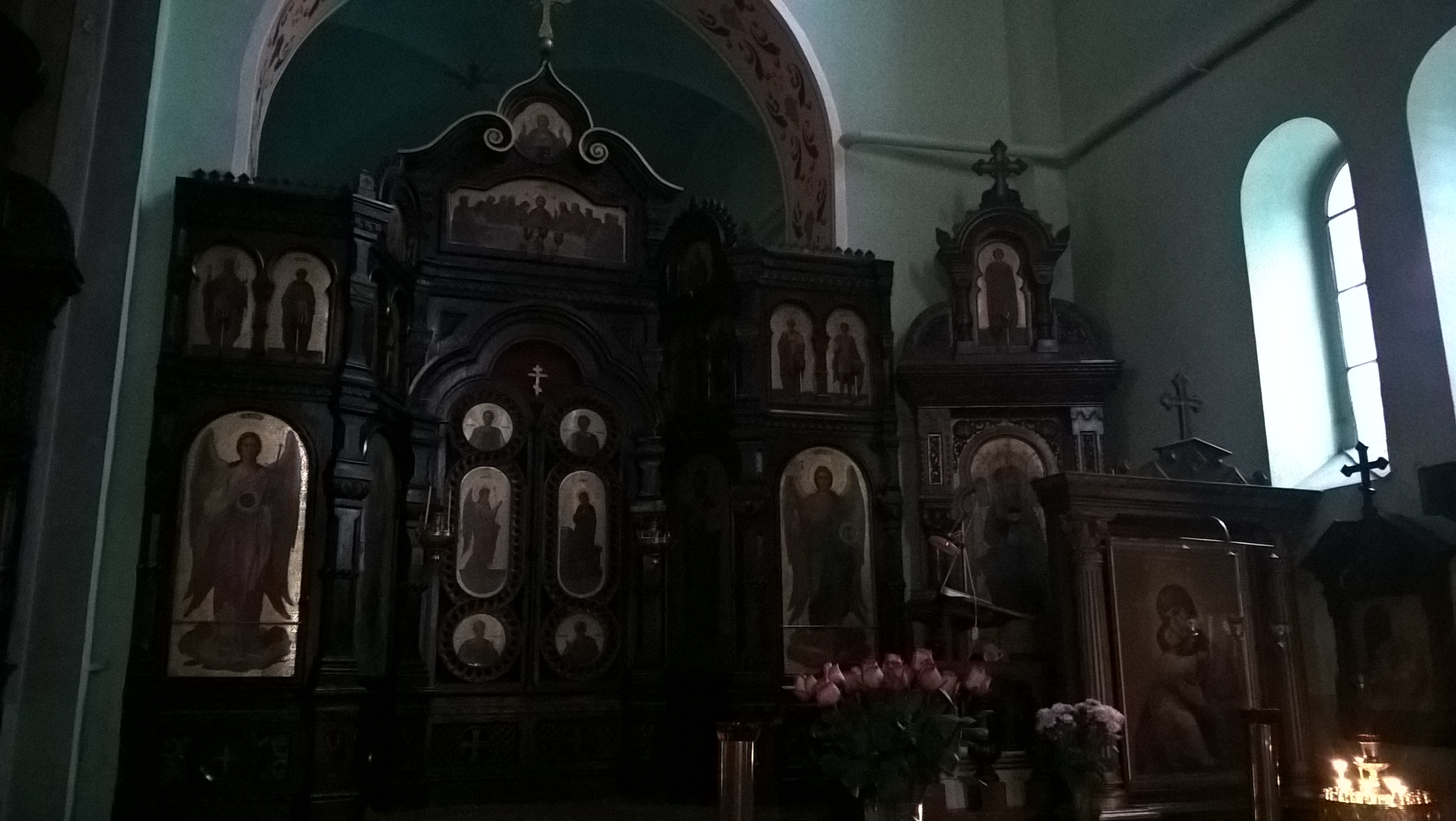
Ikonostas

Cerkiew Ścięcia Głowy św. Jana Chrzciciela – prawosławna cerkiew parafialna w Rydze, na terenie Cmentarza Iwanowskiego. Należy do dekanatu ryskiego eparchii ryskiej Łotewskiego Kościoła Prawosławnego.
W 1866 na terenie cmentarza została wzniesiona drewniana kaplica św. Jana Chrzciciela. Od początku jednak była zbyt mała, by w pełni służyć potrzebom społeczności prawosławnej w tej dzielnicy Rygi. Najprawdopodobniej w ostatniej dekadzie XIX wieku, wobec dalszego wzrostu liczby wiernych, podjęto prace nad wzniesieniem kolejnej świątyni na cmentarzu Iwanowskim. Jednak informacje o ich postępach pochodzą dopiero z 1928, gdy nowa cerkiew nie posiadała jeszcze wyposażenia (ikonostasu, ikon ani ołtarza). Poświęcenie gotowego obiektu miało miejsce w 1929; jego wnętrze przetrwało do naszych czasów w praktycznie niezmienionej postaci. Już na początku lat 30. przeprowadzony został remont budynku, zakończony w październiku 1934. W czasie ponownego poświęcenia cerkwi planowano zmienić jej patrona na Kazańską Ikonę Matki Bożej, już wcześniej szczególnie czczoną w Rydze. Uroczystość została jednak odwołana z powodu zamordowania metropolity ryskiego i całej Łotwy Jana, który miał dokonać konsekracji obiektu. Mimo tego cerkiew pozostawała czynna, pod dotychczasowym wezwaniem.
W latach 60. XX wieku władze Łotewskiej SRR planowały zamknięcie cerkwi i jej adaptację na świecki dom pogrzebowy. Ostatecznie jednak do realizacji tego projektu nie doszło; zamiast tego zamknięta została cerkiew Kazańskiej Ikony Matki Bożej. W latach 70. XX wieku przy cerkwi powstała dzwonnica, odremontowano również ikonostas, zaś kopuły pokryto miedzią. W latach 90. przeprowadzono natomiast remont wnętrza.